# 사주 (지형)

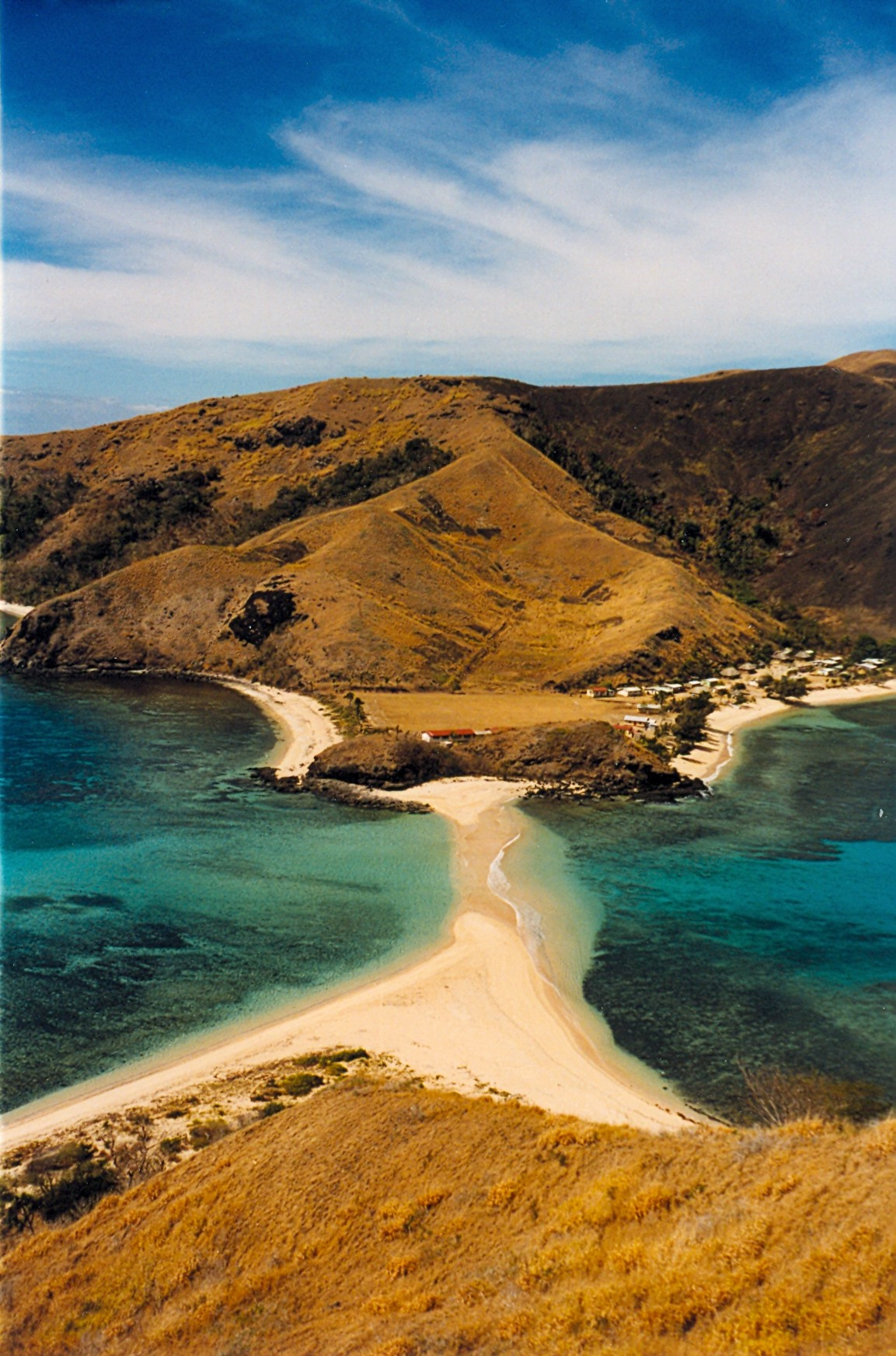
사주

사주(砂洲, 영어: shoal)는 파도나 조류, 바람 등에 의해 모래나 자갈이 해안에서 바다로 부리처럼 길게 뻗어나간 사취(砂嘴, 모래부리)가 자라서 육지와 육지, 육지와 섬을 연결한 모래톱을 말한다.
만(灣)의 입구에 사주가 생기면 만은 석호가 되고, 시간이 지나 퇴적물로 메워지면 습지가 된다. 육지에서 뻗은 사주가 섬과 연결된 것을 육계사주(陸繫砂洲)라 하고, 사주에 의해 육지와 연결된 섬을 육계도(陸繫島)라고 한다.

## 형태

### 연안사주
연안사주는 길고 좁은 모래톱이 해안에서 수백 m 혹은 수 km 떨어진 수심이 얕은 곳에서 해안과 거의 평행하게 만들어진다. 연안사주는 큰 파랑이 부서지기 시작하는 수심이 얕은 대륙붕에 암설이 쌓여 형성된 것으로 알려져 있다.
대규모의 연안사주와 육지 사이는 석호에 의해 분리되어 있으며, 석호는 농도가 낮은 염수 혹은 기수역을 형성한다. 만약 석호가 바다와 연결되어 있다면 시간이 지날 수록 연안의 하천에서 유수에 의해 이동되어 오는 퇴적물, 연안사주에서 바람에 의해 날려 오는 모래, 조석이 운반하는 퇴적물에 의해 석호는 급속하게 메워지게 된다. 이 세 가지 유형의 퇴적물 모두는 석호의 가장자리에서 간석지를 형성하는 데 일조한다. 연안사주에 형성되어 있는 하구를 통해 석호의 암설들을 바다 쪽으로 이동시키는 강한 조석이나 조류가 유입, 유출되지 않는다면, 대부분 석호의 최종 운명은 우선 간석지로 변했다가 결국 연안습지로 변하게 된다.

## 같이 보기
- 사빈
- 육계사주
- 석호
- 아담의 다리(라마의 다리)
- 아마노하시다테
- 무료사주